# Namory Boundy
Namory Boundy, né le 26 octobre 1989 à Orléans, est un joueur franco-malien de basket-ball. Il joue au poste d'ailier.

## Clubs successifs
- 2007 - 2010 :  Roanne
- 2010 - 2012 :  Charleville-Mézières
- 2013 - 2015 :  Rueil
- 2015 - 2016 :  Wasselonne
- 2016 - 2017 :  JSA Bordeaux
- 2017 - 2018 :  SOMB
- 2018 - 2019 :  GET Vosges
- 2019 - 2020 :  Pont-de-Chéruy
- 2020 - 2021 :  SOMB
- 2021 - :  Tremblay